# 沃拉斯頓角
沃拉斯頓角（英語：Cape Wollaston），是南極洲的海岬，位於帕默群島的特里尼蒂島西北端，由英國探險隊命名，被國際鳥盟列為重點鳥區，現時由南極條約體系管理。